# Сливница при Цељу
Сливница при Цељу (словен. Slivnica pri Celju) је насељено место у општини Шентјур, Савињска регија, Словенија.

## Историја
До територијалне реорганизације у Словенији била је у саставу старе општине Шентјур при Цељу.

## Становништво
У попису становништва из 2011. године, Сливница при Цељу је имала 109 становника.
| Број становника према пописима | Број становника према пописима | Број становника према пописима |
| ------------------------------ | ------------------------------ | ------------------------------ |
| 1991                           | 2002                           | 2011                           |
| 112                            | 116                            | 109                            |

Напомена: Године 1955. повећано за насеље Свети Јанез, које је укинуто.